# Скоростной трамвай Рио-де-Жанейро
Скоростной трамвай Рио-де-Жанейро, также Скоростной трамвай Кариока (порт. VLT do Rio de Janeiro или VLT Carioca) — городской легкорельсовый общественный транспорт, обслуживающий исторический центр Рио-де-Жанейро.
Линия соединяет аэропорт Сантос-Дюмон с автовокзалом Ново Рио. Она была введена в строй 5 июня 2016 года — в преддверии Летних Олимпийских игр 2016 года. Пуск остальных двух линий намечен на конец 2016-го и 2017 года.

## Проект
Проект легкорельсового транспорта был представлен в декабре 2010 года. Проект был создан с целью снизить до 60 % количество автобусов, передвигающихся по историческому центре Рио-де-Жанейро, и до 15 % — количество автомобилей. Впрочем, по данным городского Управления транспорта, доля автобусов должна была снизиться еще больше, на две трети, то есть из 3 500 автобусов, циркулировавших в центре города, 2310 должны были бы его покинуть.
9 июля 2012 года в Рио-де-Жанейро путём публикации публичного уведомления официально был открыт процесс торгов на право осуществления работ, общей стоимостью 1,2 миллиарда реалов, по строительству скоростного трамвая Рио-де-Жанейро. Его выиграл консорциум «Concessionária do VLT Carioca S/A», образованный компаниями Grupo CCR, Invepar, OTP-Odebrecht Transportes, Riopar Participações, Benito Roggio Transporte e RATP do Brasil Operações. Консорциум будет отвечать не только за строительство, но и за управления сетью в течение первых 25 лет. Консорциум приступил к работам в августе 2014 года.

## Реализация
Фактически работы по строительству скоростного трамвая Рио-де-Жанейро начались в 2012 году ещё до объявления торгов. Консорциум Porto Novo, осуществляющий реализацию проекта «Porto Maravilha» («чудо в порту»), начал работы по очистке заброшенного железнодорожного тоннеля Маритима, построенного еще во времена Бразильской империи. Изначально предполагалось, что тоннель будет использоваться для автомобильного движения, однако в итоге было решено, что тоннель Маритима станет частью системы скоростного трамвая (ЛРТ) Рио-де-Жанейро, именно использоваться на Линии № 2 для соединения станций Вила Олимпика и "Сентрал.
Впрочем, консорциум Porto Novo внакладе не остался, поскольку станции «Сентрал» и «Гамбоа» интегрированы в одноименные конечные станции
эксплуатируемой консорциумом Канатной дороги Провидения, что будет способствовать увеличению пассажиропотока на ней, когда эти станции Легкорельсового трамвая войдут в строй.
Ответственный за строительство скоростного трамвая Рио-де-Жанейро консорциум «Concessionária do VLT Carioca S/A» приступил к работе по строительству трамвайной сети в августе 2014 года. Изначально ожидалось, что работы достигнут своего пика в апреле 2015 года, когда захватят как район порта Рио-де-Жанейро, где должна была пройти Линия № 1, так и район Центра. Линия № 1 должна была быть введена в строй в конце 2015 года, а остальные две в середине 2016-го непосредственно перед Олимпийскими играми. Однако работы затянулись — в том числе и по причине археологических находок, сделанных по линии трассы на улице Педро Эрнесто в районе Гамбоа, в том числе обнаружения захоронений так называемого «Кладбища «новых черных»», где в XVIII веке хоронили чернокожих рабов, не вынесших долгого путешествия морем из Африки. Лишь 5 июня 2016 года, за два месяца до открытия Игр, была открыта Линия № 1, и то в усеченном формате. Пуск остальных двух линий намечен на конец 2016-го и 2017 годы.

## Линии
Согласно проекту, сеть скоростного трамвая Рио-де-Жанейро включает в себя три линии.
- Линия № 1, длиной 14 километров, с 19 станциями.

Проходит от станции «Сантос-Дюмон», через автовокзал «Ново Рио» (станция «Родовиариа»), до станции «Прайа Формоза».
Линия пролегает по авениде Рио Бранко, далее через район порта Рио-де-Жанейро.
Движение по Линии № 1 открыто 5 июня 2016 г. (от станции «Аэропорт Сантос-Дюмон» до станции "Парада дос Музеус), с 12 июля 2016 г. трамваи пошли до станции «Родовиариа». Станции «Прайа Формоза», а также «Кордейро да Граса» и «Гамбоа» пока недоступны для пассажиров.
- Линия № 2, длиной 11 километров, с 14 станциями, восемь из которых общие с Линией № 1.

Пройдет от площади Пятнадцатого ноября (станция «Праса XV»), через железнодорожный вокзал «Сентрал ду Бразил» (станция «Сентрал»), автовокзал Ново Рио (станция «Родовиариа»), до станции «Прайа Формоза».
Линия пролегает по улице Седьмого сентября, далее через площадь Тирадентиса, по восстановленному тоннелю Маритима в район порта Рио-де-Жанейро, где совпадает с Линией № 1.
В настоящее время работает в тестовом режиме без пассажиров, ввод в эксплуатацию намечен на конец 2016 года.
- Линия № 3, длиной 6 километров, с 10 станциями, шесть из которых общие с Линией № 1, а одна — с Линией № 2.

Пройдет от станции «Аэропорт Сантос-Дюмон», по новому участку с тремя станциями на авениде Марешаль Флориано до железнодорожного вокзала Сентрал ду Бразил (станция "Сентрал).
Ввод в эксплуатацию намечен на 2017 год.

## Подвижной состав
Система использует трамваи марки «Citadis» серии 402, из семи секций, с низким полом, которые выпускаются французской фирмой Alstom на заводах в Ла-Рошели (Франция) и в Таубате (Бразилия).
Каждый трамвай является вмещает 420 человек. Поезда являются двусторонними (могут двигаться в обоих направлениях и имеют двери с обеих сторон), вагоны кондиционированы.
Питание поездов — 750 В, постоянный ток, осуществляется от контактного рельса (впрочем, у трамваев имеется и пантограф, для манёвров в депо). На некоторых участках трамвайной сети контактного рельса нет, там трамваи питаются от ионисторов — конденсаторов особого типа, большой емкости, которые накапливают электроэнергию как от сети, так и генерируемую трамваем при торможении.
Из имеющихся на настоящий момент 19 трамваев пять выпущены во Франции, остальные 14 — в Бразилии. На линию выходят девять трамваев.

## Тариф и оплата проезда
Стоимость проезда — 3,80 реала. Оплата проезда производится электронными картами Bilhete Único Carioca и Bilhete Único Intermunicipal, которые прикладываются к валидаторам внутри трамвая. Со счета карты будет списана сумма 3,80 реала. Карты включены в единую систему интеграции.
Благодаря этому по ним можно сделать дополнительно одну поездку в одном из муниципальных городских автобусов (карта Bilhete Único Carioca), в течение 2 часов с момента валидации, или же, в течение 3 часов с момента валидации, в автобусе штата Рио-де-Жанейро, поезде SuperVia или на пароме (карта Bilhete Único Intermunicipal). Во втором случае при валидации карты Bilhete Único Intermunicipal при второй поездке, с нее будет дополнительно списана сумма 2,10 реала — до тарифа 5,90 реала по этой карте.
Новые проездные карты можно приобрести в автоматах самообслуживания на станциях Легкорельсового трамвая Рио-де-Жанейро, в них же можно пополнить имеющиеся проездные карты. Оплата производится как банковскими картами, так и наличными (банкнотами и монетами). Однако автоматы сдачи при оплате наличными не дают, вся внесенная сумма будет зачислена на счет проездной карты.